# Filmografia Cher

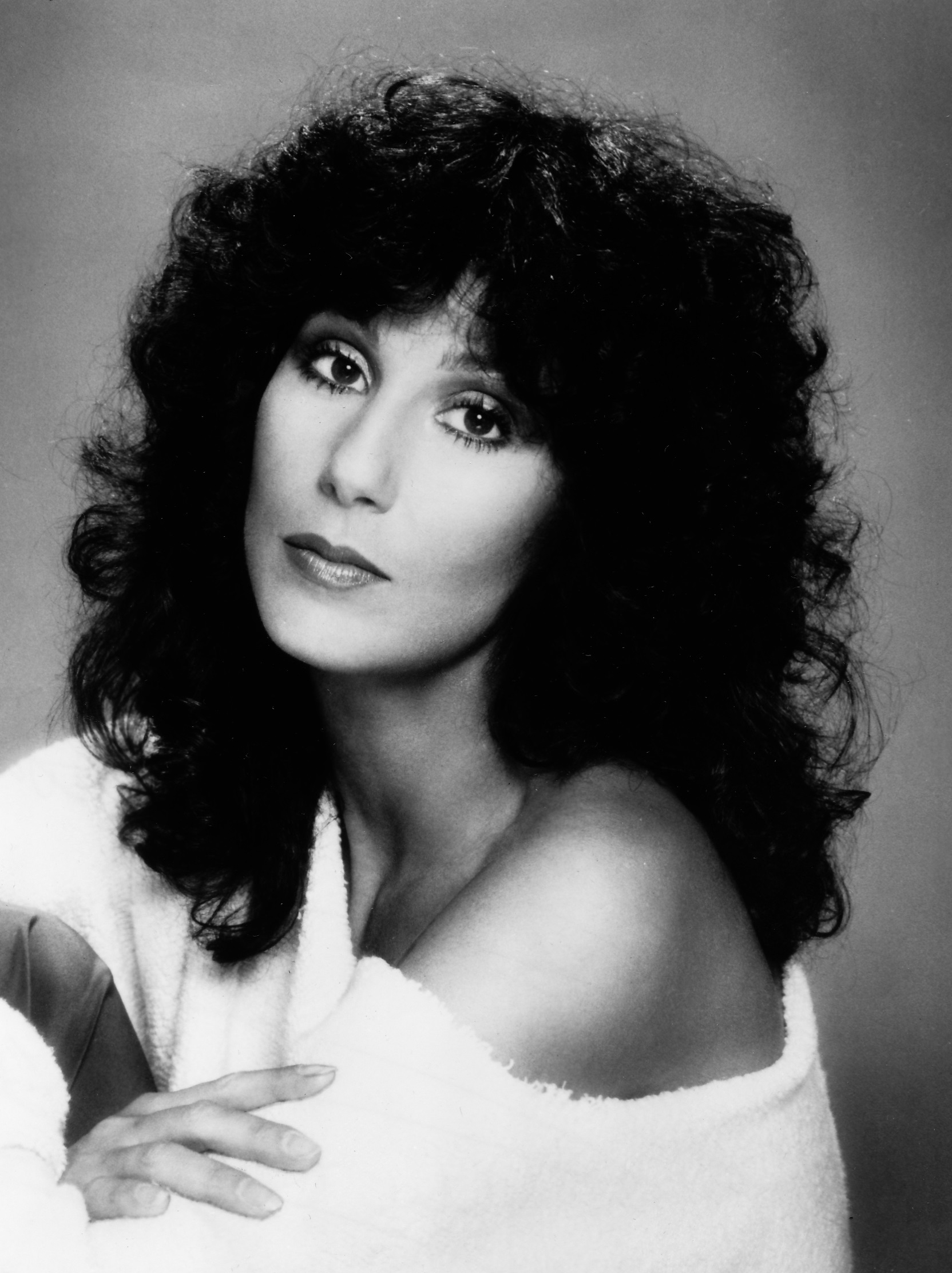
Cher w 1970 roku

Cher (ur. 20 maja 1946 w El Centro) w trwającej kilkadziesiąt lat karierze występowała w filmach, telewizji i na scenie muzycznej. Artystka zagrała również w wielu międzynarodowych reklamach telewizyjnych. Zanim rozpoczęła karierę filmową, miała kilka hitów w latach 60. jako artystka solowa, a wraz z byłym mężem Sonnym Bono tworzyła duet Sonny & Cher.
Jej pierwszy występ jako aktorki miał miejsce w 1967 roku w amerykańskim serialu telewizyjnym The Man from UNCLE, w którym zagrała rolę modelki o imieniu Ramona. W tym samym roku rozpoczęła karierę filmową z Sonnym Bono w słabo przyjętym filmie Dobre czasy, a następnie w niskobudżetowym filmie pt. Chastity. Od tego czasu zagrała w wielu filmach niezależnych i hollywoodzkich. W 1982 roku zadebiutowała na Brodawayu w sztuce wyreżyserowanej przez Roberta Altmana pt.  Come Back to the Five and Dime, Jimmy Dean, Jimmy Dean. Podczas występu zobaczył ją reżyser Mike Nicholas i zaproponował jej rolę lesbijki obok Meryl Streep w kontrowersyjnym filmie Silkwood. Film osiągnął spory sukces, przynosząc 35 milionów dolarów zysku w samych Stanach Zjednoczonych i Kanadzie. Za żeńską rolę drugoplanową otrzymała nominację do Oscara oraz nagrodę Złoty Glob. Kolejnym filmem, w którym wystąpiła był Maska z 1985 roku. Zagrała w nim matkę nastolatka z mocno zniekształconą twarzą, który próbuje wieść normalne życie. Film został uznany za jej pierwszy sukces krytyczny oraz komercyjny i mocno ugruntował jej pozycję jako aktorki. Za tę rolę otrzymała nagrodę dla najlepszej aktorki na Festiwalu Filmowym w Cannes. Film okazał się  sukcesem w Stanach Zjednoczonych i długo nie schodził z pierwszego miejsca najczęściej oglądanych filmów w kinach.
W 1987 trzykrotnie powracała na duży ekran. Pierwszy raz w roli publicznego obrońcy w dramacie Podejrzany, gdzie wystąpiła obok Dennisa Quaida oraz Liama Neesona. Kolejnym filmem była komedia Czarownice z Eastwick, który osiągnął dochody w wysokości 31,8 milionów dolarów. Za trzeci film Wpływ księżyca, w którym zagrała samotną wdowę, odnajdującą swoją miłość, otrzymała Oscara dla najlepszej aktorki pierwszoplanowej i Złoty Glob za rolę najlepszej aktorki komediowej lub musicalu. Na ceremonii rozdania nagród Akademii Filmowej cała publiczność wiwatując wstała, gdy usłyszała nazwisko zwycięzcy. Cher powiedziała wówczas: „Nie sądzę, aby ta nagroda oznaczała, że jestem kimś, ale być może oznacza, że mam talent”. W 1988 została uznana za jedną z najbardziej uznanych i opłacanych aktorek dekady, pobierając około miliona dolarów za udział w filmie.
Ze względu na złe doświadczenia aktorskie w filmie Syreny, odmówiła zagrania pierwszoplanowych ról w filmach Wojna państwa Rose oraz Thelma i Louise. Według biografki Connie Berman, po sukcesie filmu Wpływ Księżyca Cher tak bardzo martwiła się o następny krok w swojej karierze, że każda decyzja była podjęta z największą ostrożnością.
W 1992 pojawiła się w gościnnie w filmie Roberta Altmana Gracz. W 1996 zagrała w czarnej komedii Faithful w reżyserii Chazza Palminteriego – żonę biznesmena, który wynajmuje zabójcę, by ją zamordować. Mimo iż film zebrał negatywne recenzje, Cher była chwalona za swoją rolę. Kolejnym filmem, w którym wzięła udział, był Herbatka z Mussolinim (1999). Film uzyskał mieszane recenzje, ale sama Cher uzyskała uznanie krytyków za jej występ jako bogatej, ekstrawaganckiej Amerykanki, odwiedzającej socjalistyczne Włochy.
W 2010 powróciła do kina, by wystąpić w filmie Burleska, pierwszym od 1999 roku. Zagrała właścicielkę klubu neo-burleskowego na Bulwarze Zachodzącego Słońca, który niebawem zbankrutuje. Film zarobił w kinach 90 552 675 dolarów, będąc tym samym ówcześnie najbardziej dochodowym filmem z udziałem Cher. W 2011 użyczyła głosu w filmie animowanym „Heca w zoo”.
W 2018 wystąpiła w musicalu Mamma mia: Here We Go Again!, pierwszym filmie kinowym od 8 lat. Film koresponduje z historią zawartą w pierwszej części Mamma mia!. Premiera obrazu miała miejsce w Londynie 16 lipca 2017.
Cher otrzymała wiele nagród i nominacji za swoją twórczość filmową. Była sześciokrotnie nominowana do Złotego Globu, zdobywając go trzykrotnie. Otrzymała dwie nominacje do Oskara, w tym jedną statuetkę za rolę pierwszoplanową oraz siedem nominacji do nagrody Emmy, z czego wygrała jedną.

## Filmy
| Rok  | Tytuł                        | Rola              | Dodatkowe informacje                                                                               |
| ---- | ---------------------------- | ----------------- | -------------------------------------------------------------------------------------------------- |
| 1965 | Wild on the Beach            | ona sama          | |
| 1967 | Dobre czasy                  | ona sama          | |
| 1969 | Chastity                     | Chastity          | |
| 1982 | Wróć, Jimmy Deanie           | Sissy             | |

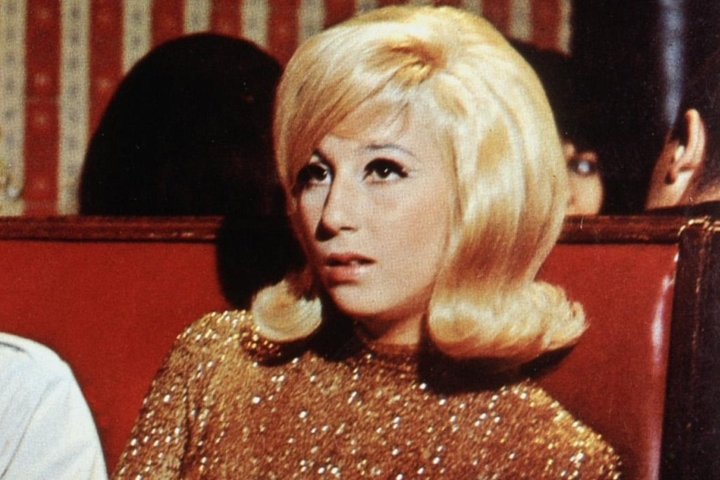
Cher w filmie Dobre czasy w 1967 roku

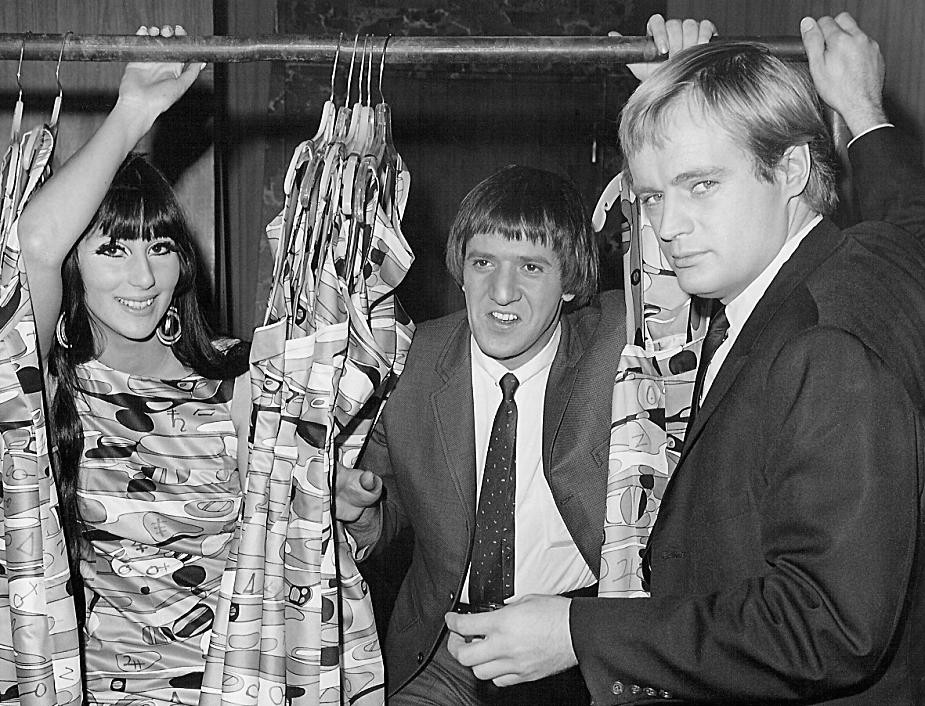
Cher, Sonny Bono oraz David McCallum w serialu The Man from U.N.C.L.E. w 1967 roku

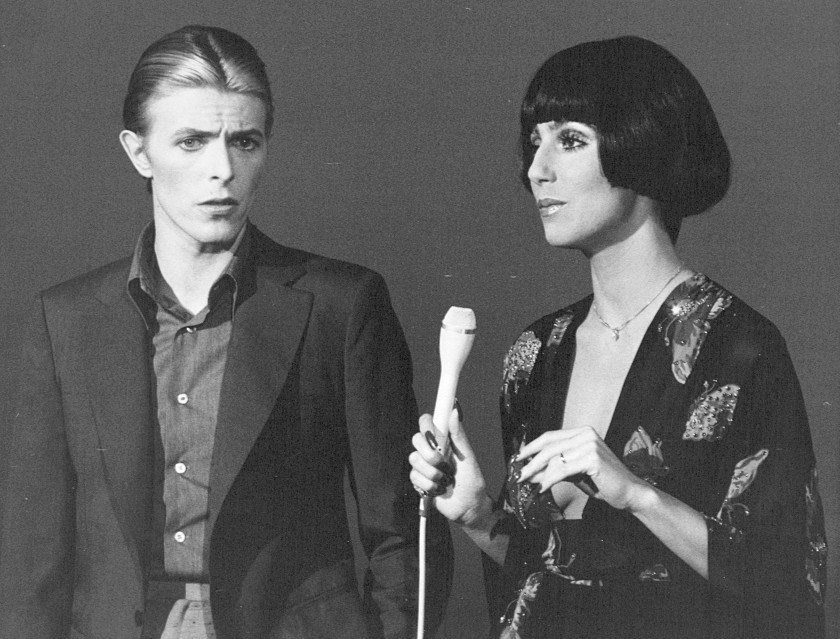
Cher i David Bowie w The Cher Show, 1975 rok

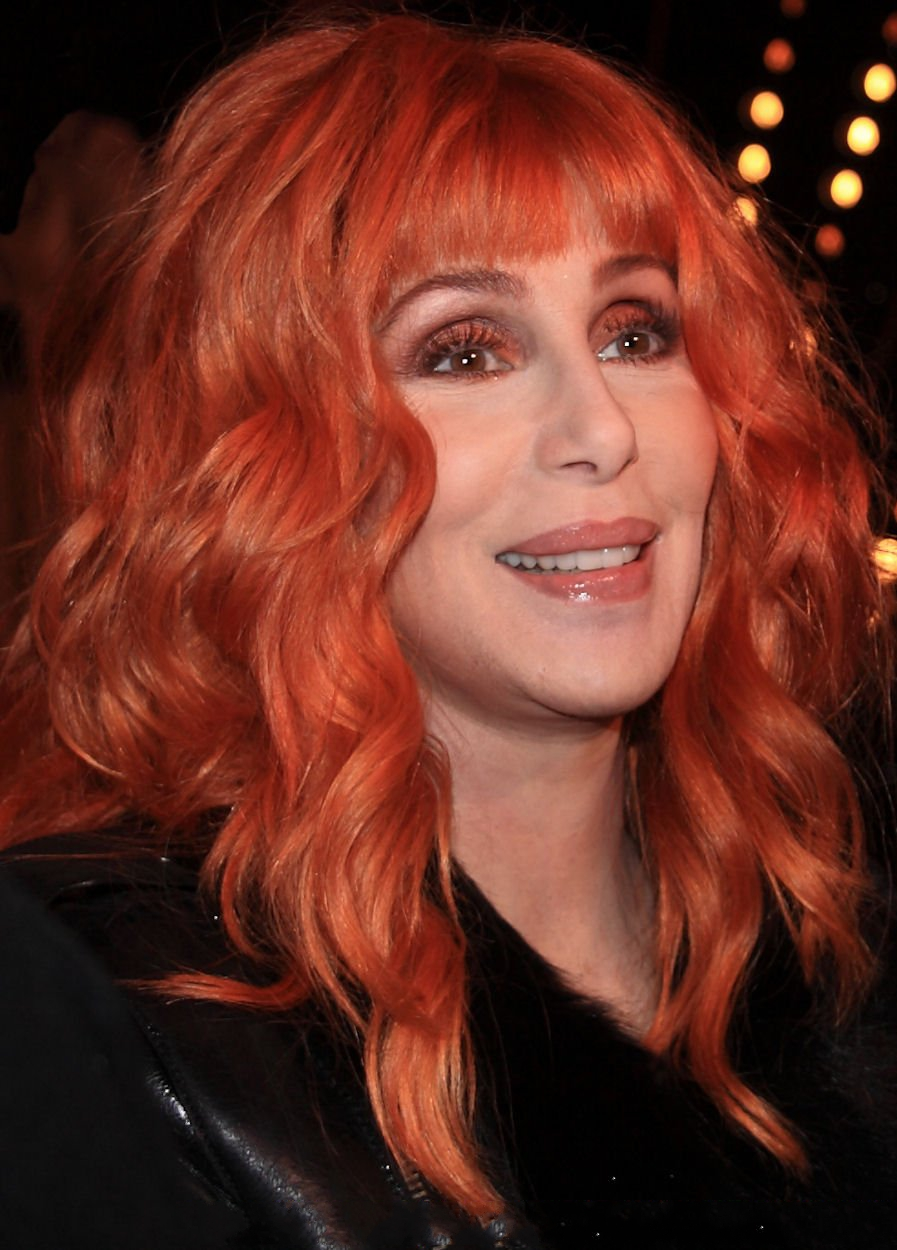
Cher podczas premiery filmu Burleska w 2011 roku

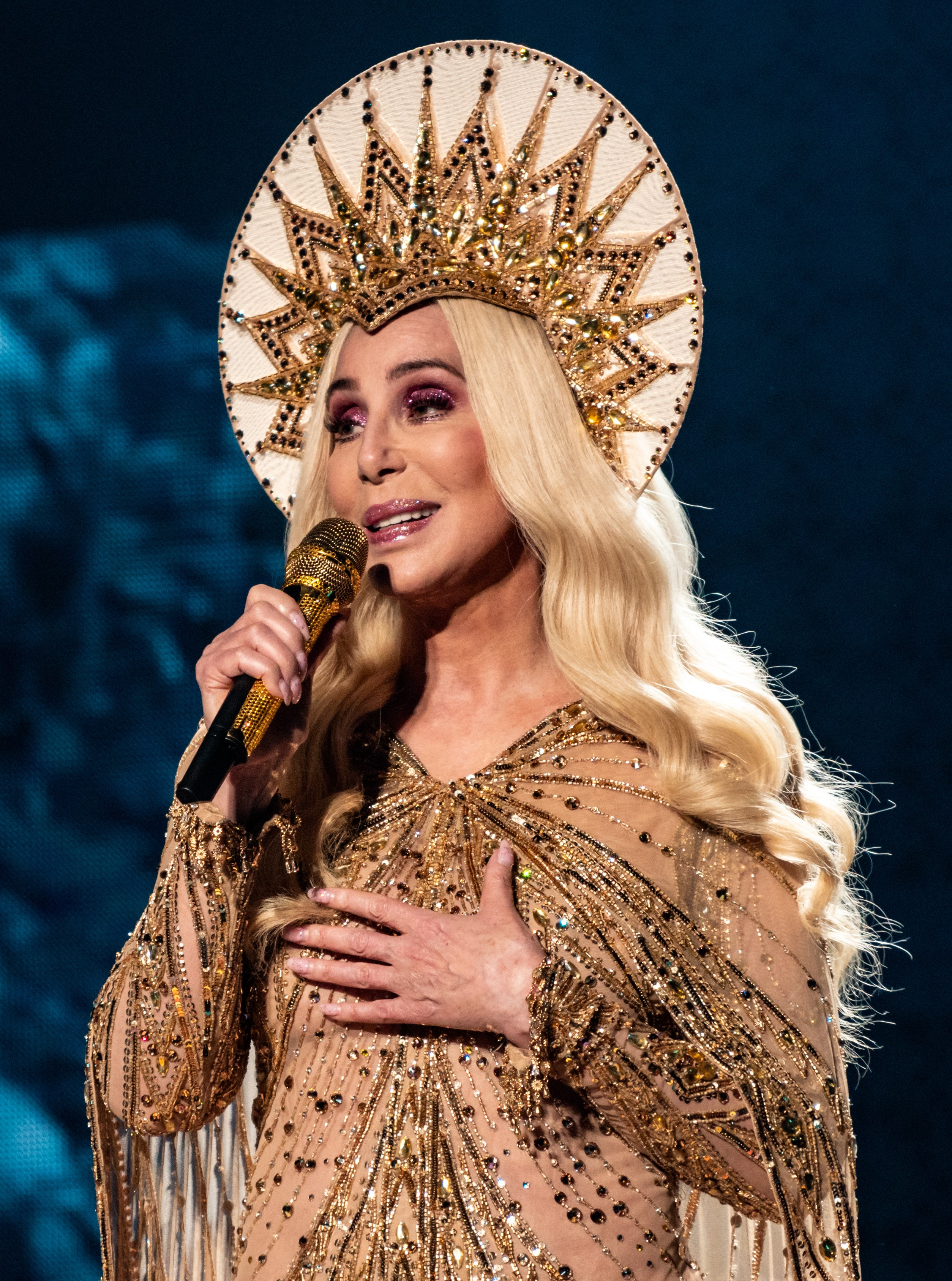
Cher podczas Here We Go Again Tour w 2019 roku

| 1983 | Silkwood                     | Dolly Pelliker    | Złoty Glob - najlepsza aktorka drugoplanowa Oscar dla najlepszej aktorki drugoplanowej (nominacja) |
| 1985 | Maska                        | Rusty Dennis      | Nagroda za pierwszoplanową rolę kobiecą na Festiwalu Filmowym w Cannes                             |
| 1987 | Podejrzany                   | Kathleen Riley    | |
| 1987 | Czarownice z Eastwick        | Alexandra Medford | |
| 1987 | Wpływ księżyca               | Loretta Castorini | Oskar dla najlepszej aktorki Złoty Glob dla najlepszej aktorki w filmie komediowym lub musicalu    |
| 1990 | Syreny                       | Rachel Flax       | |
| 1992 | Gracz                        | ona sama          | rola cameo                                                                                         |
| 1994 | Prêt-à-Porter                | ona sama          | rola cameo                                                                                         |
| 1996 | 20 lat... i ani dnia dłużej  | Margaret          | |
| 1996 | Gdyby ściany mogły mówić     | Beth Thompson     | film telewizyjny; również reżyseria części 1996                                                    |
| 1999 | Herbatka z Mussolinim        | Elsa Strauss      | |
| 2003 | Skazani na siebie            | ona sama          | |
| 2010 | Burleska                     | Tess              | |
| 2011 | Heca w zoo                   | Lwica Janet       | dubbing                                                                                            |
| 2018 | Mamma Mia: Here We Go Again! | Ruby Sheridan     | |

## Seriale
| Rok  | Tytuł                          | Rola         | Odcinek                            | Dodatkowe informacje |
| ---- | ------------------------------ | ------------ | ---------------------------------- | -------------------- |
| 1967 | The Man from U.N.C.L.E.        | Ramona       | „The Hot Number Affair”            |                      |
| 1971 | Love, American Style           | ona sama     | „Love and the Sack”                |                      |
| 1972 | Nowy Scooby Doo                | ona sama     | „Tajemnica Wyspy Rekina”           | dubbing              |
| 2000 | Will & Grace                   | ona sama     | „Cyganie, transwestyci i trawka”   |                      |
| 2002 | Will & Grace                   | ona sama     | „Sztuczne zapłodnienie” (część 2)  |                      |
| 2004 | Ulica Sezamkowa                | ona sama     | „Cookie Monster Writes a Story”    |                      |
| 2017 | Home: Adventures with Tip & Oh | Chercophonie | „Chercophonie”                     | dubbing              |
| 2021 | Scooby Doo i… zgadnij kto?     | ona sama     | „Cher, Scooby i Morze Sargassowe!” | dubbing              |

## Telewizja
| Rok       | Tytuł                                    | Rola              | Dodatkowe informacje |
| --------- | ---------------------------------------- | ----------------- | --- |
| 1968      | Rowan & Martin’s Laugh-In                | ona sama          | |
| 1970      | The Sonny & Cher Nitty Gritty Hour       | ona sama          | |
| 1971–1974 | The Sonny & Cher Comedy Hour             | współprowadząca   | Złoty Glob – najlepsza aktorka w telewizji - komedia lub musical Serial zdobył jedną nagrodę Emmy w 1972 roku oraz 22 nominacji |
| 1975–1976 | The Cher Show                            | prowadząca        | Nagroda Emmy (nominacja) – najlepszy program rozrywkowy, muzyczny lub komediowy                                                 |
| 1976–1977 | The Sonny & Cher Show                    | współprowadząca   | |
| 1978      | Cher... Special                          | prowadząca        | |
| 1979      | Cher and Other Fantasies                 | ona sama          | |
| 1983      | A Celebration at Caesar's Palace         | ona sama          | Nagroda CableACE Award |
| 1987      | Superstars and their Moms                | ona sama          | |
| 1990      | Extravaganza: Live at the Mirage         | ona sama          | |
| 1998      | Sonny & Me: Cher Remembers               | ona sama          | |
| 1999      | VH1 Divas Live 99                        | ona sama          | |
| 1999      | Cher: Live at the MGM Grand in Las Vegas | ona sama          | Nagroda Emmy (nominacja) – najlepszy indywidualny występ w programie rozrywkowym lub piosence                                   |
| 2002      | VH1 Divas Las Vegas                      | ona sama          | |
| 2003      | Cher: The Farewell Tour                  | ona sama          | Nagroda Emmy - najlepszy program rozrywkowy, muzyczny lub komediowy                                                             |
| 2011      | Becoming Chaz                            | ona sama          | |
| 2013      | TCM Friday Night Spotlight               | ona sama          | 3 odcinek pt. „A Woman's World: The Defining Era Of Women In Films”                                                             |
| 2013      | Dear Mom, Love Cher                      | ona sama          | współproducent |
| 2013      | The Voice                                | doradca           | Sezon 5 w Stanach Zjednoczonych                                                                                                 |
| 2013      | Dancing with the Stars                   | juror (gościnnie) | Sezon 17 w Stanach Zjednoczonych, odcinek 8 pt. „Cher Week”                                                                     |

## Inne produkcje
- CherFitness: A New Attitude (1991) – kaseta wideo do treningu fitness
- CherFitness: Body Confidence (1992) – kaseta wideo do treningu fitness
- 9: The Last Resort (1996) – gra wideo